# Mont Matsuo
Le mont Matsuo (松尾山, Matsuo-yama), ou mont Kosen-ji (littéralement « montagne du Kosen-ji »), est une montagne culminant à 687 m d'altitude à Tamba-Sasayama dans la préfecture de Hyōgo au Japon.

## Religion et histoire
Le mont Matsuo est l'un des principaux objets de culte pour les habitants de la région. Sur cette montagne, un temple bouddhiste appelé Kosen-ji a été créé en 645 par Hodo Sennin. Ce temple est de nouveau fondé par Denkyo Taishi au IXe siècle. Le temple est incendié par Akechi Mitsuhide au XVIe siècle puis reconstruit par Toyotomi Hideyoshi. À l'époque d'Edo il y avait 28 maisons de moines dans la montagne. Le Kosen-ji a également été détruit à la suite de la mise en œuvre du Shinbutsu bunri, littéralement « séparation shinto-bouddhisme ».
Le château de Sakai qui se tenait au sommet de la montagne a été détruit après le déclin du clan Sakai.

## Accès
- Gare de Furuichi de la ligne Fukuchiyama
- Gare de Sasayamaguchi de la ligne Fukuchiyama.